# Винтиљанка (Бузау)
Винтиљанка (рум. Vintileanca) насеље је у Румунији у округу Бузау у општини Сахатени. Oпштина се налази на надморској висини од 82 m.

## Становништво
Према подацима из 2002. године у насељу је живело 975 становника, од којих су сви румунске националности.